# Radiomar
Radiomar es una emisora de radio peruana. Su programación se basa en salsa y otros géneros tropicales. Es propiedad de CRP Radios. 
Su estación principal es OCZ-4I FM, la cual transmite en la frecuencia 106.3 MHz de la banda FM de Lima y área metropolitana. La emisora posee varias estaciones repetidoras a nivel nacional. Además, transmite por internet desde su página web.

## Historia

### Antecedentes y primeros años
La emisora comenzó sus emisones bajo el nombre de Radio Los Andes en 1966. Fue adquirida tres años después por Danilo Aguiló. Se ubicaba en la frecuencia 1060 AM de Lima. Su programación inicial consistía de guarachas y valses. 
En 1969, la emisora cambia de nombre Radiomar. Su programación inicial consistía de salsa, boleros, valses, guarachas, son cubano y nueva ola.
En 1975, Abraham Zavala Falcón compra la emisora y traslada su frecuencia a los 760 kHz de la banda AM del distrito de Chorrillos. 4 años después, en 1979, Radiomar comienza sus emisones en la banda FM, en la frecuencia 106.3 mHz. Su programación se modifica para incluir boleros y cumbia.
En 1987, debido al éxito del rock en español, Radiomar incluye canciones de ese género en su programación. Sin embargo, años más tarde son retiradas.
En 1990, la emisora comenzó a emitir por satélite para así lanzar emisoras repetidoras al nivel nacional. Además, en ese mismo año, Radiomar adquirió una licencia para emitir en la frecuencia 93.1 FM de Lima. En ella, lanza una estación con el nombre de Radio Ritmo, cuya programación consistía en música variada. Ocho años más tarde, en 1998, Radio Ritmo empieza a emitir únicamente baladas en español siendo relanzada como Radio Ritmo Romántica. Ese mismo año, Radiomar adquiere la frecuencia 100.1 FM de Radio Stereo 100 (hoy Bethel) y las frecuencias 107.1 FM (hoy Radio Nueva Q) y 540 AM de Radio Inca Sat. Se funda, además, Radiomar Producciones (hoy CRP Radios), una corporación para aglomerar a todas las emisoras de radio bajo control de Radiomar. En 2001, la emisora retira la cumbia de su programación.
En 2006, Radiomar cesa sus emisiones en algunas ciudades del país por una reorganización de frecuencias de CRP Radios (en ese entonces Corporación Radial del Perú). En 2008, la emisora cesa sus emisiones a nivel nacional y pasa a emitir solamente en Lima y Callao. Las frecuencias empleadas para su emisión fuera de Lima comenzaron a emitir la programación de las estaciones hermanas de Radiomar.
Desde mediados de los años 2000, Radiomar agrupó los géneros de salsa, merengue, boleros, valses y baladas del recuerdo en el programa Boleros y recuerdos al despertar.
El 31 de diciembre de 2016, después de 47 años, Radiomar cesa sus emisiones en la frecuencia 760 AM de Lima. En su reemplazo, comenzó a emitir Radio Bienestar. La estación en FM, denominada hasta ese entonces Radiomar Plus, pasa a llamarse Radiomar a secas.
A fines de abril de 2017, Radiomar cambia su programación con nuevos programas y añadió más canciones de salsa de producción reciente. Meses después, la agencia contratada por la radio anunció su relanzamiento. En diciembre del mismo año, agrega a la programación los géneros latinos bachata y pop latino. En enero de 2018, la emisora añade el reguetón. Sin embargo, a fines de ese año, estos últimos tres géneros musicales son eliminados de la programación, la cual pasó a conformarse solamente de salta, timba y merengue en su totalidadalmente merengue) todo el día.
En 2021, ingresa a la ciudad de Arequipa a través de los 95.1 FM (remplazando a Radio Planeta), así volviendo a transmitir en provincias.
En 2024, Radiomar amplía su cobertura a 12 ciudades al nivel nacional a través de estaciones repetidoras. Un año después, en 2025, comienza a emitir para Tacna y Piura.

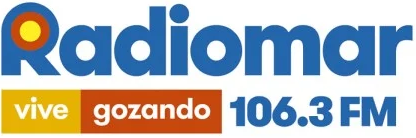
Logo de Radiomar entre 2017 y 2020.

## Audiencia
Según CPI, su audiencia en 1998 superaba las 113 mil personas.

## Frecuencias
Actuales
- Áncash – Chimbote – 88.3 FM
- Áncash – Huari – 101.1 FM
- Arequipa – 95.1 FM
- Cajamarca – 105.7 FM
- Cusco – 95.3 FM
- Huánuco – 105.7 FM
- Ica – Chincha – 105.7 FM
- Ica – 90.1 FM
- Junín - Huancayo – 103.7 FM
- La Libertad - Trujillo – 100.5 FM
- Lambayeque - Chiclayo – 99.7 FM
- Lima – 106.3 FM
- Lima - Cañete – 107.7 FM
- Loreto - Iquitos – 106.5 FM
- Moquegua - 94.1 FM
- Moquegua - Ilo – 106.3 FM
- Piura – 99.9 FM
- Piura - Máncora – 100.9 FM
- Piura - Paita – 107.5 FM
- Piura - Sullana – 93.1 FM
- Piura - Talara – 105.9 FM
- Puno - 93.7 FM
- Puno - Juliaca - 90.1 FM
- Tacna – 90.1 FM
- Tumbes - 90.5 FM
- Ucayali - Pucallpa – 96.7 FM

Anteriores
- Arequipa - 89.5 FM (anteriormente fue reemplazada por Radio Nueva Q, actualmente remplazada por Radio Moda)
- Ayacucho - 94.5 FM (actualmente reemplazada por Radio Nueva Q)
- Barranca - 90.3 FM (anteriormente Radio Moda, actualmente Radio Nueva Q)
- Cajamarca - 96.1 FM (actualmente reemplazada por Radio Nueva Q)
- Cañete - 90.7 FM (actualmente reemplazada por Radio Nueva Q)
- Casma - 106.3 FM (actualmente Radio Nueva Q)
- Chiclayo - 105.1 FM (actualmente Radio Nueva Q)
- Chimbote - 107.3 FM (actualmente Radio Nueva Q)
- Chocope - 93.9 FM (actualmente Radio Nueva Q)
- Chota - 98.1 FM (actualmente Radio Nueva Q)
- Cusco - 102.1 FM (actualmente Radio Moda)
- Huacho - 98.5 FM (actualmente Radio Moda)
- Huancabamba - 100.1 FM (actualmente Radio Nueva Q)
- Huancayo - 93.9 FM
- Huánuco - 93.7 FM (actualmente Radio Nueva Q)
- Huari - 103.5 FM (actualmente Radio Nueva Q)
- Huaraz - 106.1 FM (actualmente Radio Moda)
- Huaral - 106.5 FM (anteriormente Radio Nueva Q, actualmente Radio Moda)
- Huaral - 106.7 FM (Actualmente Frecuencia No Canalizada)
- Ica - 105.9 FM (actualmente Radio Nueva Q)
- Ilo - 94.3 FM (actualmente Radio Nueva Q)
- Iquitos - 98.1 FM (actualmente Radio Nueva Q)
- Juliaca - 105.3 FM (actualmente Radio Nueva Q)
- La Merced - 94.5 FM (actualmente Radio Nueva Q)
- Lima - 1360 AM/760 AM (anteriormente Radio Bienestar, actualmente Bethel Radio)
- Máncora - 90.7 FM (actualmente Radio Nueva Q)
- Moyobamba - 94.5 FM (actualmente reemplazada por Radio Bethel)
- Moquegua - 98.7 FM (anteriormente Radio Nueva Q, actualmente frecuencia sin señal)
- Nazca - 94.3 FM (actualmente Radio Nueva Q)
- Paita - 90.9 FM (actualmente Radio Nueva Q)
- Piura - 97.9 FM (actualmente Radio Nueva Q)
- Pucallpa - 106.5 FM (actualmente Radio Nueva Q)
- Puno - 105.7 FM (actualmente Radio Nueva Q)
- Sullana - 103.5 FM (actualmente Radio Moda)
- Tacna - 105.9 FM (actualmente Radio Nueva Q)
- Talara - 102.5 FM (actualmente Radio Moda)
- Tingo Maria - 91.7 FM (anteriormente Radio La Inolvidable, actualmente Radio Nueva Q)
- Trujillo - 106.5 FM (actualmente reemplazada por Radio Nueva Q)